# Willem II in het seizoen 1957/58
Het seizoen 1957/1958 was het vierde jaar in het bestaan van de Tilburgse betaaldvoetbalclub Willem II. De club kwam uit in de Nederlandse Eerste divisie A en eindigde daarin op een gedeelde eerste plaats, de beslissingswedstrijd tegen D.F.C. werd met 3–1 gewonnen. Dit betekende dat de club rechtstreeks promoveerde naar de Eredivisie. Tevens deed de club mee aan het toernooi om de KNVB Beker, hierin werd in de tweede ronde verloren van DOSKO (0–1).

## Wedstrijdstatistieken

### Eerste divisie B
|       | AGOVV | Alkmaar '54 | D.F.C | DWS   | EDO   | Excelsior | De Graafschap | Helmond | HVC   | RBC   | Roda Sport | SVV   | Vitesse | Volendam | VSV   |
| ----- | ----- | ----------- | ----- | ----- | ----- | --------- | ------------- | ------- | ----- | ----- | ---------- | ----- | ------- | -------- | ----- |
| Thuis | 3 – 0 | 6 – 1       | 3 – 2 | 2 – 0 | 1 – 0 | 2 – 3     | 3 – 3         | 0 – 0   | 2 – 5 | 5 – 3 | 5 – 0      | 1 – 1 | 5 – 3   | 1 – 1    | 5 – 2 |
| Uit   | 2 – 3 | 1 – 5       | 1 – 1 | 3 – 6 | 2 – 4 | 1 – 2     | 1 – 0         | 1 – 3   | 1 – 2 | 1 – 1 | 0 – 1      | 0 – 0 | 0 – 2   | 4 – 2    | 4 – 3 |

### Beslissingswedstrijd
| Beslissingswedstrijd                                                                         | Willem II                                            | 3 – 1 (3 – 0) | D.F.C.          |
| 7 juni 1958 Plaats: 's-Hertogenbosch De Vliert Toeschouwers: 28.000 Scheidsrechter: Leo Horn | Nico van Elderen 12' Gerrit de Wit 23' Kurt Zaro 34' |               | 86' Bas Hijbeek |

### KNVB beker
| 1e ronde                                              | Willem II                                                                 | 6 – 2 (4 – 0) | MULO                         |
| 1 januari 1958 Plaats: Tilburg Gemeentelijk Sportpark | Nico van Elderen 5' Gerrit de Wit –', –' Coy Koopal –', –' Jan Brooijmans |               | Kuipers 80' Van de Langerijt |
| 2e ronde                                              | DOSKO                                                                     | 1 – 0 (1 – 0) | Willem II                    |
| 12 april 1958 Plaats: Bergen op Zoom Rozenoord        | Wim Bennaars 37'                                                          |               |                              |

## Statistieken Willem II 1957/1958

### Eindstand Willem II in de Nederlandse Eerste divisie A 1957 / 1958
| Stand | Gespeeld | Gewonnen | Gelijk | Verloren | Punten | Doelpunten voor | Doelpunten tegen |
| ----- | -------- | -------- | ------ | -------- | ------ | --------------- | ---------------- |
| 1e    | 30       | 18       | 7      | 5        | 43     | 79              | 46               |

### Topscorers
| #                    | Naam             | Goal |
| -------------------- | ---------------- | ---- |
| 1.                   | Piet de Jong     | 19   |
| 2.                   | Coy Koopal       | 18   |
| 3.                   | Gerrit de Wit    | 14   |
| 4.                   | Kurt Zaro        | 9    |
| 5.                   | Jan Brooijmans   | 6    |
| 5.                   | Rinus Formannoy  | 6    |
| 7.                   | Nico van Elderen | 2    |
| 7.                   | Rick Matthys     | 2    |
| 9.                   | Jef Mertens      | 1    |
| Onbekende doelpunten |                  |      |
| –                    | Onbekend         | 2    |
| Totaal               | Totaal           | 79   |

| #      | Naam             | Goal |
| ------ | ---------------- | ---- |
| 1.     | Nico van Elderen | 1    |
| 1.     | Gerrit de Wit    | 1    |
| 1.     | Kurt Zaro        | 1    |
| Totaal | Totaal           | 3    |

| #      | Naam             | Goal |
| ------ | ---------------- | ---- |
| 1.     | Coy Koopal       | 2    |
| 1.     | Gerrit de Wit    | 2    |
| 3.     | Jan Brooijmans   | 1    |
| 3.     | Nico van Elderen | 1    |
| Totaal | Totaal           | 6    |